# Paul Ewald (Historiker)
Paul Ewald (* 7. Dezember 1851; † 14. Oktober 1887 in Berlin) war ein deutscher Historiker und Philologe.

## Leben
Ewald stammte aus einer jüdischen Familie, die zum Protestantismus übergetreten war, sein Vater war der Historienmaler Arnold Ferdinand Ewald. Er studierte in Lausanne, Berlin und Bonn, wo er 1874 promovierte. Er habilitierte sich an der Universität Berlin, wo er Assistent von Wilhelm Wattenbach war, und galt als einer der glänzendsten jungen Gelehrten. Theodor Mommsen schätzte Ewald, der bei den Monumenta Germaniae Historica (MGH) mitwirkte, und war später wie andere namhafte Wissenschaftler über dessen frühen Tod tief bestürzt. 
Ewald hatte bei seinem Eintritt in die MGH 1876 die schwierige Aufgabe der Rekonstruktion des Registrum epistolarum Gregorii, des Registers der rund 700 Briefe Papst Gregors I., übernommen und bereits zwei Jahre später eine umfangreiche Publikation über die komplizierte Überlieferung vorgelegt. Die Drucklegung des Registrum Gregorii verzögerte sich jedoch, teils wegen seines angegriffenen Gesundheitszustands, teils aus nicht von Ewald zu verantworteten Gründen. Die Edition erschien erst postum; sie wurde von Ludo M. Hartmann für den Druck vorbereitet. Parallel arbeitete Ewald an der zweiten Auflage der Regesta pontificum mit, einem Regestenwerk, das bis heute ein wichtiges Hilfsmittel der historischen Forschung ist. Neben zahlreichen anderen Arbeiten veröffentlichte er 1880 eine bahnbrechende Studie zur Collectio Britannica, eine Kanones-Sammlung des späten 11. Jahrhunderts, in der unter anderem Auszüge aus den Digesten und zahlreiche Fragmente von päpstlichen Schreiben des 5. bis 11. Jahrhunderts enthalten sind. Nach Ewalds Interpretation ging die Britannica unmittelbar auf später verlorene päpstliche Register des 5. bis 11. Jahrhunderts zurück und bewahrte diese sehr zuverlässig.
Ein Jahr vor seinem Tod heiratete er die Malerin Clara Philippson. Die Hochzeitsreise führte nach Rom, wo Ewald Handschriften konsultierte, während seine Frau die vatikanischen Museen besuchte. Der Ehe entstammte der Physiker Paul Peter Ewald.

## Werke (Auswahl)
- Walram von Naumburg. Zur Geschichte der publicistischen Literatur des XI. Jahrhunderts. Bonn 1874
- Exempla scripturae Visigoticae. XL tabulis expressa. Herausgegeben von Paul Ewald und Gustav Löwe. Heidelberg 1883
- Gregorii I papae registrum epistolarum, 2 Bde. (= MGH. Epp. 1). Weidmann u. a., Berlin 1891/99 Digitalisat (Bd. 1) Digitalisat (Bd. 2).